# Contea di Jia (Shaanxi)
La contea di Jia (佳县S, Jiā XiànP) è una contea della Cina, situata nella provincia dello Shaanxi e amministrata dalla prefettura di Yulin.